# U–878
Az U–878 tengeralattjárót a német haditengerészet rendelte a brémai AG Wessertől 1942. április 2-án. A hajót 1944. április 14-én állították szolgálatba. Két harci küldetése volt, hajót nem süllyesztett el.

## Pályafutása
Az U–878 első őrjáratára 1945. február 9-én futott ki Hortenből, kapitánya Johannes Rodig volt. A negyvennapos küldetés alatt nem sikerült hajót elsüllyesztenie. Második, utolsó útjára április 6-án indult. Április 10-én a Vizcayai-öbölben két brit hadihajó, az HMS Vanquisher romboló és az HMS Tintagel Castle korvett mélységi bombákkal elpusztította. A fedélzeten tartózkodó 51 tengerész elesett.

## Kapitány
| Név            | Kezdőnap          | Zárónap           |
| -------------- | ----------------- | ----------------- |
| Johannes Rodig | 1944. április 14. | 1945. április 10. |

## Őrjárat
| Indulás       | Indulónap        | Érkezés       | Zárónap           |
| ------------- | ---------------- | ------------- | ----------------- |
| Horten        | 1945. február 9. | Saint-Nazaire | 1945. március 20. |
| Saint-Nazaire | 1945. április 6. | *             | 1945. április 10. |

* A hajó nem érte el úti célját, elsüllyesztették